# Oberentfelden
Oberentfelden est une commune suisse du canton d'Argovie, située dans le district d'Aarau. Oberentfelden a une superficie de 7,2 km2 en 2006. La municipalité est située dans la basse vallée de la Suhr. Les villages de Oberentfelden et de Unterentfelden, bien que municipalités distinctes, ont grandi ensemble.

Photo aérienne (1965).